# محمد مسبوق
محمد مسبوق (زاده ۱۳۲۹ همدان – درگذشته ۸ دی ۱۴۰۰) خلبان جنگنده اف-۱۴ تام‌کت نیروی هوایی ایران، افسر آموزش و فرمانده گردان نگهداری پایگاه هوایی شیراز بود.

## زندگی‌نامه
مسبوق در ۱۴ خرداد ۱۳۲۹ در محله بوعلی همدان زاده شد. تحصیلات ابتدایی را در مدرسه علوی همدان طی کرد. پس از مدتی او به همراه خانواده‌اش به تهران نقل مکان کرد؛ وارد دبیرستان نظام شد و در سال ۱۳۴۷ با دریافت دیپلم ریاضی فارغ‌التحصیل شد. وی در مهر ۱۳۴۷ به استخدام نیروی زمینی ارتش درآمد اما پس از مدتی به‌دلیل علاقه به حرفه خلبانی، با گذراندن آزمون‌های مربوط جز سهمیه افسران نیروی هوایی قرار گرفت و در سال ۱۳۵۱ برای ادامه دوره به پایگاه لکلند ایالت تگزاس اعزام شد. پس از ۱۹ ماه، به‌عنوان ناوبر به ایران بازگشت. مجدداً در خرداد ماه سال ۱۳۵۳ به مدت ۱۰ ماه جهت طی دوره کابین عقب هواپیمای اف-۱۴ به امریکا عزیمت کرد.
وی پرواز مقدماتی را با هواپیمای پاپ و در پادگان قلعه مرغی، به میزان ۳۰ ساعت انجام داده است.
سروان مسبوق در آبان ماه ۱۳۵۷ جهت طی دوره مدیریت نگهداری هواپیما به کشور امریکا اعزام شده و پس از گذراندن موفقیت آمیز دوره مذکور، در فروردین ماه ۱۳۵۸ به ایران مراجعه و به پایگاه هفتم شکاری واقع در شهر شیراز منتقل گردید.

## جنگ ایران و عراق
او در طی پنج سال و چهار ماه در جریان جنگ ایران و عراق، فرمانده گردان نگهداری جنگنده اف-۱۴ تام‌کت در پایگاه هفتم شکاری شیراز بود.
مسبوق در دوم مهر ماه ۱۳۵۹ در یک پرواز شبانه به همراه اسدالله عادلی، پس از رویت راداری سه فروند جنگنده میگ-۲۳ متعلق به ارتش عراق که با آرایش نزدیک بر فراز جزیره خارگ در پرواز بودند، با عملکردی نادر به‌عنوان کابین عقب جنگنده اف-۱۴ موفق شد با قفل کردن بر روی هدف میانی و شلیک یک موشک دوربرد ایم-۵۴ فینیکس از فاصله حدودا ۶۱ کیلومتری، سه فروند جنگنده عراقی را سرنگون سازد. در واقع موشک فینیکس پس از اصابت به جنگنده میانی، به دو جنگنده در سمت راست و چپ خود خسارت وارد نمود و موجب سرنگونی آنها نیز شد.

## درگذشت
محمد مسبوق در ۸ دی ۱۴۰۰ پس از یک دوره طولانی مبارزه با سرطان درگذشت.